# Année internationale de la biodiversité
 (avril 2015).
L'ONU a proposé que 2010 soit l'année internationale de la biodiversité. 2011, étant l'année internationale des forêts.

## Grands évènements marquants prévus au calendrier international

### Session«Biodiversité»de l'Assemblée générale de l'ONU
Cette séance s'est déroulée le 22 sept 2010. Le Sommet 2010 sur les objectifs du Millénaire pour le développement s'est conclu avec l'adoption d'un Plan d'action mondial intitulé « Tenir les promesses : tous unis pour atteindre les objectifs du Millénaire pour le développement » et l'annonce d'un certain nombre d'initiatives menées pour contrer la pauvreté, la faim et la maladie. Dans le cadre d'un important effort entrepris pour intensifier les progrès réalisés dans le domaine de la santé des femmes et des enfants, de nombreux chefs d'État et de gouvernement de pays développés et en développement, soutenus par le secteur privé, des fondations, des organisations internationales, la société civile et des organismes de recherche, ont promis une aide de plus de 40 milliards de dollars jusqu'en 2015. 
« Nous connaissons ce qui fonctionne pour sauver les vies des femmes et des enfants, et nous savons que les femmes et les enfants ont une place centrale dans tous les objectifs du Millénaire pour le développement », a déclaré, durant ce sommet, le Secrétaire général de l'ONU de l'époque, Ban Ki-moon. « Aujourd'hui nous sommes témoins du genre de dynamique dont nous avons besoin depuis longtemps ».

Lancée en avril 2010 par le Secrétaire général de l'ONU, l'objectif de cette initiative était de réunir les différentes agences onusiennes et les organisations internationales multilatérales ainsi que la société civile pour réaliser l'OMD 5 prévoyant de « réduire de trois quarts, entre 1990 et 2015, le taux de mortalité maternelle ».

### Xeconférence des parties de laConvention sur la diversité biologique
Cette conférence s'est déroulée en octobre 2010 à Nagoya. Elle a vu l'adoption des objectifs d'Aichi et du protocole de Nagoya.

### Mise à jour des objectifs européens
L'Europe reconnait que En dépit des efforts consentis jusqu'ici, il apparaît d’ores et déjà clairement que l’UE n'atteindra pas son objectif.
- À la suite du « message d'Athènes »[2], l'UE a engagé en parallèle une réflexion sur sa stratégie, avec de premières orientations pour l'après-2010 publiées le 21 janvier 2010[3],[4].

En 2010, par l'apport de sites marins (danois, français et espagnols pour l'essentiel), l'Europe a considérablement enrichi son réseau natura 2000, et tout particulièrement le réseau Natura 2000 en mer

## En France
- La France a entamé un processus de mise à jour de sa Stratégie Nationale pour la Biodiversité (SNB, adoptée en 2004, qui n'a pas tenu son objectif d'enrayer la perte de biodiversité en 2010) et prépare avec l'UE l'après-2010, avec notamment la Conférence française pour la biodiversité tenue à Chamonix-Mont-Blanc les 10, 11 et 12 mai 2010, sous la présidence de Jean Claude Ameisen, et qui a réuni environ 400 personnes (associations, collectivités, entreprises, services de l'État, établissements publics, entreprises, syndicats, comme lors du Grenelle de l'environnement) pour faire le point sur la stratégie, et proposer, sur la base d'une méthode de travail basée sur la créativité, de nouvelles solutions de « gouvernance des politiques publiques et privées de biodiversité » [6].
- Dans le cadre de l'année internationale de la biodiversité, Natureparif a lancé un concours (national) visant à élire la capitale de la biodiversité (la ville qui protège le mieux la biodiversité (sur la base des 13 indicateurs élaborés par la Convention sur la diversité biologique (CDB) avec l'UICN)[7]. Grande-Synthe a été lauréate de la première édition en 2010[8].

## Logo
Un logo spécifique a été dessiné et peut être utilisé ou décliné, à certaines conditions.